# Francisco Mugica
Francisco Mugica fue un montajista, guionista, director de fotografía y director de cine argentino de la Época de Oro que nació en Buenos Aires (Argentina) el 10 de abril de 1907 y falleció en la misma ciudad en 1985. Su esposa fue la actriz de cine Alímedes Nelson.
Fue uno de los fundadores de la entidad Directores Argentinos Cinematográficos en 1958.

## Filmografía
Director
- Mi Buenos Aires querido (1961)
- He nacido en Buenos Aires (1959)
- Rescate de sangre (1952)
- La pícara cenicienta (1951)
- Piantadino (1950)
- Esperanza (1949)
- El barco sale a las diez (1948)
- Milagro de amor (1946)
- Cristina (1946)
- Deshojando margaritas (1946)
- Allá en el setenta y tantos (1945)
- Mi novia es un fantasma (1944)
- La guerra la gano yo (1943)
- La hija del ministro (1943)
- El espejo (1943)
- Adolescencia (1942)
- El pijama de Adán (1942)
- El viaje (1942)
- Persona honrada se necesita (1941)
- Los martes orquídeas (1941)
- El mejor papá del mundo (1941)
- Medio millón por una mujer (1940)
- Margarita, Armando y su padre (1939)
- Así es la vida (1939)
- El solterón (1939)

Montajista
- Jettatore (1938)
- Maestro Levita (1937)
- Los muchachos de antes no usaban gomina (1937)
- El cañonero de Giles (1937)
- Radio Bar (1936)
- La muchachada de a bordo (1936)
- El caballo del pueblo (1935)
- Noches de Buenos Aires (1935)
- Ayer y hoy (1934)
- Los tres berretines (1933) (sin acreditar)

Director de fotografía
- Jettatore (1938)
- Tres anclados en París (1938) (exteriores)
- Los muchachos de antes no usaban gomina (1937)
- El cañonero de Giles (1937)
- Una porteña optimista (1937)
- Radio Bar (1936)
- Poncho blanco (1936)
- El caballo del pueblo (1935)

Guionista
- El viaje (1942)
- Margarita, Armando y su padre (1939)
- Así es la vida (1939)

Asistente de Dirección
- Los tres berretines (1933)
- Ayer y hoy (1934)

Asesor técnico
- Jettatore (1938)